# بخش نخوتاکوتا
بخش نخوتاکوتا (انگلیسی: Nkhotakota District) یکی از بخش‌های کشور مالاوی است.
این بخش ۴٬۲۵۹ کیلومتر مربع مساحت و ۲۲۹٬۴۶۰ نفر جمعیت دارد و مرکز آن شهر نخوتاکوتا می‌باشد.